# Tima Zoltán
Tima Zoltán (Pécs, 1965. április 11. –) magyar építész, a KÖZTI stúdióvezetője, vezető tervezője.

## Életpályája
1983-ban érettségizett a pécsi Nagy Lajos Gimnáziumban. 1989-ben a Budapesti Műszaki Egyetemen szerezte meg építész tervezői diplomáját, elnyerve a MÉSZ diplomadíját. Mindjárt ugyanabban az évben a KÖZTI munkatársa lett. 1992-94. között a Mesteriskola XII. ciklusának hallgatója.

## Díjak, elismerések
- 1989. MÉSZ Diploma díja
- 1996. Budapest Építészeti Nívódíj
- 1998. XI. kerületi Pro Architectura Díj
- 2003. Figyelő Építészeti Díj
- 2003. FIABCI díja
- 2003. XI. kerületi Pro Architectura Díj
- 2004. RICS Heritage Award
- 2004. Pro Architectura díj
- 2006. Ybl Miklós-díj
- 2016. Prima Primissima díj

## Fontosabb építészeti művei
- 1990. 25 ágyas kórház, Al Marfa, E. Arab Emirátusok¹
- 1996. Peugeot Fábián, Szalon és szervizépület¹
- 1996. MTM  új épülete (volt Ludovika Lovarda), Budapest VIII.²
- 1997. COMPAQ Irodaépület, Bp.XII.
- 1997. 50 ágyas kórház, Al Muzeira, E. Arab Emirátusok¹
- 1998. Wienerberger Irodaház, Budapest XI.¹
- 1998. HJB Étterem (volt Berlin Étterem átalakítása), Budapest V.
- 1999. Corinthia Grand Hotel Royal, Budapest VII., (tanulmányterv)¹
- 2000. Diplomata lakóház, Budapest XII.
- 2002. Dorottya Udvar Irodaépület, Bp.XI.
- 2003. Riverside Apartmanház, Budapest XIII.
- 2004. Római kert lakóépület, Budapest XIII.
- 2006. Reklámfilm Stúdió, Budapest II.
- 2006. 30 lakásos lakóház, Budapest II.
- 2007. RiverLoft Lakó-, és Irodaépület, Budapest XIII.
- 2008. Családi Ház, Budapest XII.
- 2009. Hotel Marmara, Budapest V.
- 2009. Sasad Resort I. ütem, Budapest XI.
- 2009. Családi Ház, Budapest II.
- 2010. GTC Metro Irodaház, Budapest XIII.
- 2010. Családi nyaraló, Balatonfenyves
- 2011. Liszt Ferenc Nemzetközi Repülőtér, SkyCourt, Budapest
- 2014. Kossuth Lajos tér, Budapest V.

¹ Marosi Miklóssal
² Ács Istvánnal és Mányi Istvánnal